# Udea
Udea é um gênero de mariposa pertencente à família Crambidae.